# Scott Brooks
Scott William Brooks (French Camp, 31 luglio 1965) è un ex cestista e allenatore di pallacanestro statunitense.

## Carriera

### Carriera da giocatore e inizi da allenatore
Dopo non essere stato arruolato nel Draft NBA 1987, Brooks ha debuttato professionalmente con gli Albany Patroons della Continental Basketball Association sotto l'allenatore Bill Musselman. Brooks è stato nominato nella squadra all-rookie della CBA nel 1988 ed è stato un membro della squadra del CBA Championship di Albany quella stessa stagione. Successivamente, ha giocato per i Fresno Flames della World Basketball League.
Brooks ha giocato 10 stagioni (1988-1998) nella NBA, apparendo come membro dei Philadelphia 76ers, Minnesota Timberwolves, Houston Rockets, Dallas Mavericks, New York Knicks e Cleveland Cavaliers, ed è stato membro della squadra del campionato NBA 1994 di Houston. Nel 1995, è stato ceduto ai Mavericks per Morlon Wiley e una scelta al secondo turno nell'unico accordo con scadenza commerciale della stagione. Brooks ha firmato con i Los Angeles Clippers prima della stagione 1998-99 ma si è fermato a causa di un infortunio al ginocchio destro. I Clippers hanno rinunciato a Brooks il 19 febbraio 1999, lo hanno nuovamente firmato, quindi hanno rilasciato Brooks nell'ottobre 1999, durante la preseason 1999-2000. Brooks è entrato a far parte dei Los Angeles Stars dell'American Basketball Association (ABA) nel 2000-2001, dove era sia un giocatore che un assistente allenatore.

### Seattle SuperSonics/Oklahoma City Thunder (2007–2015)
Dopo aver prestato servizio come assistente allenatore con i Sacramento Kings e Denver Nuggets, Brooks è stato nominato assistente di P.J. Carlesimo con i Seattle SuperSonics prima della stagione 2007-2008, e ha seguito la squadra a Oklahoma City dopo quella stagione. Quando Carlesimo è stato licenziato il 22 novembre 2008; Brooks è stato nominato allenatore ad interim per il resto della stagione. Il 22 aprile 2009, i Thunder lo hanno nominato 15º allenatore nella storia dei Sonics/Thunder.
Brooks ha avuto uno dei migliori inizi per un allenatore principiante nella recente storia della NBA. Ha guidato i Thunder ai playoff nelle sue prime cinque stagioni complete con la squadra. È stato nominato allenatore dell'anno NBA 2009-10 dopo aver guidato i Thunder a una stagione di 50 vittorie e all'ottavo seme della Western Conference per i playoff, un aumento di 28 vittorie rispetto alla stagione precedente. L'11 febbraio 2012, Brooks è stato nominato All-Star Coach della Western Conference per l'All-Star Game NBA 2012 a Orlando, Florida. Nella stagione abbreviata di 66 partite 2011-2012, ha guidato i Thunder alle finali NBA, dove alla fine hanno perso contro i Campioni NBA del 2012, i Miami Heat. Nella offseason 2012, i Thunder hanno firmato con Brooks un contratto pluriennale di head coaching del valore di circa 18 milioni di dollari.
Il 29 gennaio 2014, Brooks è stato nominato All-Star Coach della Western Conference per l'All-Star Game NBA 2014 a New Orleans.
Il 22 aprile 2015, Brooks è stato licenziato dai Thunder una settimana dopo che la squadra ha perso i playoff per la prima volta nelle sue sei stagioni complete come allenatore. È partito come il terzo allenatore più vincitore nella storia dei Sonics / Thunder, dietro solo a Lenny Wilkens e George Karl.
È stato riferito da Adrian Wojnarowski a maggio che Brooks non desiderava intervistare per altre opportunità di coaching per la stagione 2015-16, desiderando invece fare una pausa e riconnettersi con la famiglia che vive in California.

### Washington Wizards (2016–2021)
Il 26 aprile 2016, Brooks è stato assunto dai Washington Wizards, diventando il 24º allenatore nella storia della franchigia.
Ha cambiato la cultura degli Wizards durante la off-stagione e ha incontrato diversi giocatori.

## Statistiche

### NCAA
| Anno      | Squadra             | PG | PT | MP   | TC%  | 3P%  | TL%  | RP  | AP  | PRP | SP  | PP   |
| --------- | ------------------- | -- | -- | ---- | ---- | ---- | ---- | --- | --- | --- | --- | ---- |
| 1983-1984 | TCU Horned Frogs    | 27 | 0  | 15,6 | 52,9 | -    | 71,4 | 1,2 | 1,4 | 0,5 | 0,0 | 3,8  |
| 1985-1986 | UC Irvine Anteaters | 30 | -  | 31,5 | 44,8 | 37,5 | 88,6 | 2,3 | 3,2 | 1,9 | 0,0 | 10,3 |
| 1986-1987 | UC Irvine Anteaters | 28 | 28 | 36,7 | 47,8 | 43,2 | 84,5 | 1,8 | 3,8 | 2,4 | 0,0 | 23,8 |
| Carriera  | Carriera            | 85 | 28 | 28,1 | 47,5 | 41,8 | 85,2 | 1,8 | 2,8 | 1,6 | 0,0 | 12,6 |

### NBA

#### Regular Season
| Anno       | Squadra             | PG  | PT | MP   | TC%  | 3P%  | TL%  | RP  | AP  | PRP | SP  | PP  |
| ---------- | ------------------- | --- | -- | ---- | ---- | ---- | ---- | --- | --- | --- | --- | --- |
| 1988-1989  | Philadelphia 76ers  | 82  | 6  | 16,7 | 42,0 | 35,9 | 88,4 | 1,1 | 3,7 | 0,8 | 0,0 | 5,2 |
| 1989-1990  | Philadelphia 76ers  | 72  | 1  | 13,5 | 43,1 | 39,2 | 87,7 | 0,9 | 2,9 | 0,7 | 0,0 | 4,4 |
| 1990-1991  | Minnesota T'wolves  | 80  | 0  | 12,3 | 43,0 | 33,3 | 84,7 | 0,9 | 2,6 | 0,7 | 0,1 | 5,3 |
| 1991-1992  | Minnesota T'wolves  | 82  | 0  | 13,2 | 44,7 | 35,6 | 81,0 | 1,2 | 2,5 | 0,8 | 0,1 | 5,1 |
| 1992-1993  | Houston Rockets     | 82  | 0  | 18,5 | 47,5 | 41,4 | 83,0 | 1,2 | 3,0 | 1,0 | 0,0 | 6,3 |
| 1993-1994† | Houston Rockets     | 73  | 0  | 16,8 | 49,1 | 37,7 | 87,1 | 1,4 | 2,0 | 0,7 | 0,0 | 5,2 |
| 1994-1995  | Houston Rockets     | 28  | 0  | 6,6  | 53,8 | 47,1 | 85,7 | 0,5 | 0,8 | 0,3 | 0,0 | 3,4 |
| 1994-1995  | Dallas Mavericks    | 31  | 0  | 20,1 | 43,3 | 32,7 | 79,3 | 1,7 | 3,0 | 0,8 | 0,1 | 7,9 |
| 1995-1996  | Dallas Mavericks    | 69  | 0  | 10,4 | 45,7 | 40,3 | 85,5 | 0,6 | 1,4 | 0,6 | 0,0 | 5,1 |
| 1996-1997  | N.Y. Knicks         | 38  | 0  | 6,6  | 48,7 | 41,7 | 93,3 | 0,5 | 0,8 | 0,6 | 0,0 | 1,5 |
| 1997-1998  | Cleveland Cavaliers | 43  | 0  | 7,3  | 42,4 | 45,5 | 90,0 | 0,7 | 1,1 | 0,4 | 0,1 | 1,8 |
| Carriera   | Carriera            | 680 | 7  | 13,6 | 45,0 | 37,2 | 84,9 | 1,0 | 2,4 | 0,7 | 0,0 | 4,9 |

#### Playoffs
| Anno     | Squadra             | PG | PT | MP   | TC%  | 3P%  | TL%  | RP  | AP  | PRP | SP  | PP  |
| -------- | ------------------- | -- | -- | ---- | ---- | ---- | ---- | --- | --- | --- | --- | --- |
| 1989     | Philadelphia 76ers  | 3  | 0  | 7,0  | 16,7 | 50,0 | 100  | 1,3 | 1,7 | 0,0 | 0,0 | 1,7 |
| 1990     | Philadelphia 76ers  | 9  | 0  | 11,0 | 31,6 | 42,9 | 66,7 | 0,9 | 1,8 | 0,3 | 0,0 | 2,3 |
| 1993     | Houston Rockets     | 12 | 0  | 16,4 | 38,1 | 38,5 | 76,9 | 0,8 | 2,6 | 0,8 | 0,0 | 3,9 |
| 1994†    | Houston Rockets     | 5  | 0  | 4,6  | 83,3 | 100  | 0,0  | 0,4 | 0,6 | 0,0 | 0,0 | 2,2 |
| 1997     | N.Y. Knicks         | 4  | 0  | 1,8  | 50,0 | -    | 100  | 0,0 | 0,0 | 0,0 | 0,0 | 0,8 |
| 1998     | Cleveland Cavaliers | 1  | 0  | 8,0  | 0,0  | -    | 100  | 0,0 | 2,0 | 0,0 | 0,0 | 2,0 |
| Carriera | Carriera            | 34 | 0  | 10,4 | 38,2 | 43,5 | 75,0 | 0,7 | 1,7 | 0,4 | 0,0 | 2,6 |

### Allenatore
| Stagione | Squadra          | Regular Season | Regular Season | Regular Season | Regular Season | Regular Season           | Post Season                                                 |
| Stagione | Squadra          | V              | P              | % V            | G              | Posizione finale         | Post Season                                                 |
| -------- | ---------------- | -------------- | -------------- | -------------- | -------------- | ------------------------ | ----------------------------------------------------------- |
| 2008-09  | Oklahoma Thunder | 22             | 47             | 31,9           | 69             | 5º in Northwest Division | Manca i play-off                                            |
| 2009-10  | Oklahoma Thunder | 50             | 32             | 61,0           | 82             | 4º in Northwest Division | Sconfitto al Primo Round dai Lakers (2-4)                   |
| 2010-11  | Oklahoma Thunder | 55             | 27             | 67,1           | 82             | 1º in Northwest Division | Sconfitto alle Finali di Conference dai Mavericks (1-4)     |
| 2011-12  | Oklahoma Thunder | 47             | 19             | 71,2           | 66             | 1º in Northwest Division | Sconfitto alle NBA finals dai Heat (1-4)                    |
| 2012-13  | Oklahoma Thunder | 60             | 22             | 73,2           | 82             | 1º in Northwest Division | Sconfitto alle Semifinali di Conference dai Grizzlies (1-4) |
| 2013-14  | Oklahoma Thunder | 59             | 23             | 72,0           | 82             | 1º in Northwest Division | Sconfitto alle Finali di Conference dagli Spurs (2-4)       |
| 2014-15  | Oklahoma Thunder | 45             | 37             | 54,9           | 82             | 2º in Northwest Division | Manca i play-off                                            |
| 2016-17  | Wash. Wizards    | 49             | 33             | 59,8           | 82             | 1º in Southeast Division | Sconfitto alle Semifinali di Conference dai Celtics (3-4)   |
| 2017-18  | Wash. Wizards    | 43             | 39             | 52,4           | 82             | 2º in Southeast Division | Sconfitto al Primo Round dai Raptors (2-4)                  |
| 2018-19  | Wash. Wizards    | 32             | 50             | 39,0           | 82             | 4º in Southeast Division | Manca i play-off                                            |
| 2019-20  | Wash. Wizards    | 25             | 47             | 34,7           | 72             | 3º in Southeast Division | Manca i play-off                                            |
| 2020-21  | Wash. Wizards    | 34             | 38             | 47,2           | 72             | 3º in Southeast Division | Manca i play-off                                            |
|          | Carriera         | 521            | 414            | 55,7           | 935            |                          |                                                             |

## Palmarès

### Giocatore
- Campione CBA (1988)
- CBA All-Rookie First Team (1988)
- Migliore tiratore di liberi WBL (1988)
- Campionato NBA: 1

Houston Rockets: 1994

### Allenatore
- NBA Coach of the Year (2010)